# Henry Bradley
Henry Bradley, född den 3 december 1845, död den 23 maj 1923, var en brittisk språkforskare.
Bradley var från 1889 medarbetare i och från 1915 huvudredaktör av den stora Oxfordordboken A new English dictionary (10 band, 1884-1928). Bland Bradleys övriga arbeten är The  making of English (1904) det mest bekanta. Bradley började tidigt intressera sig för ortnamnsforskingen och är att betrakta som en av föregångsmänne på detta område.